# 1924년 동계 올림픽 스피드스케이팅
1924년 동계 올림픽 스피드스케이팅은 1924년 1월 26일부터 1월 27일까지 프랑스 샤모니에서 열렸다. 남자 10000m 경기에서는 기록이 같아 동메달이 2명에게 수여되었다.

## 결과

### 메달 집계
| 순위 | 국가     | 금메달 | 은메달 | 동메달 | 합계 |
| ---- | -------- | ------ | ------ | ------ | ---- |
| 1    | 핀란드   | 4      | 2      | 2      | 8    |
| 2    | 미국     | 1      | 0      | 0      | 1    |
| 3    | 노르웨이 | 0      | 3      | 4      | 7    |
| 합계 | 합계     | 5      | 5      | 6      | 16   |

### 메달리스트
| 종목               | 금                           | 은                           | 동                                           |
| ------------------ | ---------------------------- | ---------------------------- | -------------------------------------------- |
| 남자 500m 자세히   | 찰스 주트로 · 미국           | 오스카르 올센 · 노르웨이     | 로알 라르센 · 노르웨이클라스 툰베리 · 핀란드 |
| 남자 1500m 자세히  | 클라스 툰베리 · 핀란드       | 로알 라르센 · 노르웨이       | 시구르 모엔 · 노르웨이                       |
| 남자 5000m 자세히  | 클라스 툰베리 · 핀란드       | 율리우스 스쿠트나브 · 핀란드 | 로알 라르센 · 노르웨이                       |
| 남자 10000m 자세히 | 율리우스 스쿠트나브 · 핀란드 | 클라스 툰베리 · 핀란드       | 로알 라르센 · 노르웨이                       |
| 남자 종합 자세히   | 클라스 툰베리 · 핀란드       | 로알 라르센 · 노르웨이       | 율리우스 스쿠트나브 · 핀란드                 |

## 참가 국가
총 10개국, 31명의 선수가 참가하였다.
| - 노르웨이 (4명) - 라트비아 (1명) - 미국 (6명) - 벨기에 (4명) - 스웨덴 (2명) |  | - 영국 (4명) - 캐나다 (1명) - 핀란드 (3명) - 폴란드 (1명) - 프랑스 (4명) |